# Allium chamaemoly
Allium chamaemoly är en amaryllisväxtart som beskrevs av Carl von Linné. Allium chamaemoly ingår i släktet lökar, och familjen amaryllisväxter.

## Underarter
Arten delas in i följande underarter:
- A. c. chamaemoly
- A. c. longicaulis